# القصير (بلاد الروس)

تعديل مصدري - تعديل

القصير هي إحدى قرى عزلة وعلان بمديرية بلاد الروس التابعة لمحافظة صنعاء، بلغ تعداد سكانها 1201 نسمة حسب تعداد اليمن لعام 2004.